# 阿利布里肯特
阿利布里肯特（羅馬化：Alʹburikent；阿瓦尔语、达尔金语：Албурикент；库梅克语：Албёригент）是俄罗斯达吉斯坦共和国的市级镇，属共和国辖市马哈奇卡拉市，为马哈奇卡拉市内苏维埃区的一部分，位于塔尔基套山东侧。
该地2021年人口有12,812人；；2010年人口12,413人；2002年人口6,851人